# Раздражающие средства
Раздражающие средства — лекарственные средства, фармакологическое действие которых обусловлено главным образом возбуждающим влиянием на окончания афферентных нервов кожи и слизистых оболочек.
Примеры раздражающих средств: раствор аммиака (нашатырный спирт), ментол (из листьев мяты перечной), горчичное эфирное масло (из семян горчицы), терпентинное эфирное масло (живичный скипидар), перцовый пластырь (плоды стручкового перца, содержащие капсаицин), цветки арники, эвкалиптовое масло, метиловый эфир салициловой кислоты, змеиный и пчелиный яды, 40 % этиловый спирт.

## Примеры
К раздражающим средствам относят некоторые синтетические вещества и продукты растительного происхождения. Из синтетических веществ свойствами раздражающих средств обладают аммиак, муравьиная кислота, этиловый спирт, дихлорэтилсульфид (иприт), трихлортриэтиламин, метилсалицилат, производные никотиновой кислоты (например, b-бутоксиэтиловый эфир никотиновой кислоты, этилникотинат) и др. Эти вещества используют в качестве раздражающих веществ в различных лекарственных формах, предназначенных для наружного применения. Например, аммиак применяют в виде раствора аммиака (Solutio Ammonii caustici) и линимента аммиачного (Linimentum ammoniatum; синоним «летучая мазь»); муравьиную кислоту — в виде муравьиного спирта (Spiritus Acidi formici), представляющего смесь 1 части муравьиной кислоты и 19 частей 70 % этилового спирта. Дихлордиэтилсульфид входит в состав мази «Псориазин», трихлортриэтиламин — в состав мази «Антипсориатикум», b-бутоксиэтиловый эфир никотиновой кислоты вместе с ванилиламидом нонилиновой кислоты — в состав мази «Финалгон» (Unguentum Finalgon), а этилникотинат вместе с капсаицином, этиленгликоля салицилатом и лавандовым маслом — в состав крема никофлекс (Nicoflex). Метилсалицилат применяют per se или в смеси с другими раздражающими средствами в составе ряда лекарственных форм, например мази Бом — Бенге (Unguentum Boum — Benge), линимента метил-салицилата сложного (Linimentum Methylii salicylatis compositum), линимента «Санитас» (Linimentum «Sanitas»), салинимента (Salinimentum).

### Раздражители растительного происхождения
Из продуктов растительного происхождения раздражающими свойствами обладают многие эфирные масла, некоторые алкалоиды, гликозиды, сапонины и др. К применяемым в качестве раздражающих средств эфирным маслам относятся масло мяты перечной и основное действующее вещество этого масла — ментол, масло эвкалиптовое (Oleum Eucalypti), эфирное горчичное масло, масло терпентинное очищенное (синоним скипидар очищенный), камфора и др.

## Использование
Эфирные масла в качестве раздражающих средств используют как в чистом виде, так и в составе различных лекарственных форм и комбинированных препаратов, содержащих эфирные масла и другие растительные и синтетические раздражающие вещества. К числу таких препаратов относятся, например, мазь «Эфкамон» (Unguentum Efcamonum) в состав которой входят камфора, гвоздичное масло, эфирное горчичное масло, эвкалиптовое масло, ментол, метилсалицилат, настойка стручкового перца, тимол, хлоралгидрат, спирт коричный, спермацет и вазелин; аэрозоль «Камфомен» (Aerosolum Camphomenum), содержащий ментол, эвкалиптовое, камфорное и касторовое масла, раствор фурацилина, оливковое масло. Раздражающее действие горчичников обусловлено наличием в них эфирного горчичного масла.
Из препаратов, содержащих алкалоиды, в качестве раздражающих веществ применяют в основном настойку и экстракт перца стручкового, действующим веществом которых является алкалоид капсаицин. Кроме того, настойка перца стручкового входит в состав мази от обморожений (Unguentum contra congelationem), капситрина (Capsitrinum), линимента перцово-аммиачного (Linimentum Capsici ammoniatum), линимента перцово-камфорного (Linimentum Carsici camphralum), а экстракт перца стручкового — в состав перцового пластыря (Emplastrum Capsici). Из продуктов растительного происхождения умеренно выраженными местно-раздражающими свойствами обладают дёготь березовый и препараты, в состав которых он входит (например, линимент бальзамический по Вишневскому, мазь Вилькинсона).
Помимо указанных раздражающих веществ существуют лекарственные препараты, относящиеся к другим группам лекарственных средств, которые обладают раздражающими свойствами и вызывают определенные фармакологические эффекты рефлекторным путём за счет стимуляции рецепторов слизистых оболочек. Например, препараты, вызывающие рефлекторное усиление секреции бронхиальных желез, принадлежат к отхаркивающим средствам рефлекторного типа действия; средства, вызывающие слабительный эффект, — к слабительным средствам; препараты, симулирующие желчеотделение, — к желчегонным средствам; средства, стимулирующие аппетит, — к горечам. В группу раздражающих веществ не включают также препараты, у которых местно-раздражающее действие является не главным, а побочным.

## Механизмы действия
Механизмы действия раздражающих средств изучены недостаточно. Известно, что при местном применении раздражающие средства вызывают локальное раздражение тканей, на фоне которого могут развиваться фармакологические эффекты рефлекторного и трофического характера. Кроме того, раздражающие средства способны ослаблять болевые ощущения в области пораженных тканей и органов за счёт так называемого отвлекающего действия.
Примером рефлекторного действия раздражающих средств может служить стимулирующее влияние раствора аммиака на дыхание. При вдыхании паров аммиака происходит рефлекторное возбуждение дыхательного центра вследствие раздражения рецепторов верхних дыхательных путей. Кроме того, пары аммиака могут, вероятно, оказывать влияние на активность ретикулярной формации ствола головного мозга, так как в поддержании её тонуса участвуют афферентные системы тройничного нерва, чувствительные окончания которого частично локализуются в верхних дыхательных путях. Этим объясняют эффективность ингаляции паров раствора аммиака при угнетении дыхания и обморочных состояниях. Рефлекторным расширением венечных сосудов сердца (вследствие раздражения рецепторов слизистой оболочки ротовой полости) обусловлена также эффективность препаратов ментола, например валидола, при приступах стенокардии.

## Положительное влияние
Положительное трофическое влияние раздражающих средств на внутренние органы осуществляется, по-видимому, различными путями, прежде всего за счет кожно-висцеральных рефлексов, центральные звенья которых расположены в спинном мозге. Афферентным звеном таких рефлексов являются кожные афферентные нервы, а эфферентным звеном — симпатические нервы, исходящие из соответствующих сегментов спинного мозга. Не исключено, что некоторые кожно-висцеральные рефлексы могут иметь также характер аксон-рефлексов. В механизме трофических эффектов раздражающих средств определенную роль, возможно, играет и высвобождение биологически активных веществ (например, гистамина), которое происходит при раздражении кожи. Трофическим действием объясняется лечебный эффект раздражающих средств, главным образом при заболеваниях внутренних органов (например, горчичников при заболеваниях легких).
Отвлекающее действие раздражающих средств проявляется ослаблением болевых ощущений в области пораженных органов и тканей. Этот эффект обусловлен тем, что в центральной нервной системе происходит взаимодействие афферентной импульсации от пораженных патологическим процессом органов и с кожи (из области воздействия раздражающих средств), в результате чего восприятие боли ослабевает. В физиологических экспериментах возможность такого рода взаимодействия нервных импульсов, поступающих в центральную нервную систему по соматическим и висцеральным афферентным системам, доказана применительно к нервным центрам, расположенным как в спинном, так и в головном мозге. Исходя из этой гипотезы, в целях получения отвлекающего эффекта при заболеваниях внутренних органов раздражающие средства следует наносить на участки кожи, соответствующие Захарьина — Геда зонам. Возможно также, что ослабление болевых ощущений под влиянием раздражающих средств происходит за счет активации антиноцицептивных систем центральной нервной системы (систем, регулирующих восприятие боли) и усиления продукции так называемых эндогенных опиоидных пептидов, то есть за счет механизмов, аналогичных механизмам обезболивающего эффекта некоторых видов рефлексотерапии, например иглоукалывания.